# Людвіг III (ландграф Тюрингії)
Людвіг III Побожний (нім. Ludwig III. der Fromme, нар. 1151 — пом. 16 жовтня 1190 року) — 4-й ландграф Тюрингії в 1172—1190 роках, 16-й пфальцграф Саксонії у 1180—1181 роках. Мав також прізвисько «М'який» (der Milde).

## Життєпис
Походив з династії Людовінгів. Старший син Людвіга II Залізного, ландграфа Тюрингії, та Юдит фон Гогенштауфен. Народився у 1151 році. Виховувався при французькому королівському дворі в Парижі. У 1172 році після смерті батька успадкував родинні володіння. При цьому його брату Генріху Распе III дісталося графство Гессен.
Продовжив політику з приборкання місцевої шляхти та зміцнення власної влади. Також ворогував з графом Генріхом I фон Шварцбургаом, Отто I Асканієм, Конрадом фон Віттельсбахом, архієпископом Майнцьким. Надав допомогу імператору Священної Римської імперії Фрідріху I Барбароссі проти саксонсько-баварського герцога Генріха Льва. На дяку в 1180 році отримав від імператора Саксонське пфальцграфство, але 1181 року передав його братові — Герману.
1184 року відбулася так звана трагедія в Ерфурті, коли син імператор Генріх VI прибув для замирення ландграфа з графом Шварцбургом. Після офіційних перемовин під час святкування провалилася підлога й декілька графів загинуло, зокрема Генріх фон Шварцбург. 1186 року розлучився з дружиною Маргаритою внаслідок близького рідства. Невдовзі оженився вдруге. 1188 року здійснив невдалий похід проти Генріха Льва, що повернувся до Німеччини.
Долучився до Третього хрестового походу: його загін плив морем з Бріндізі до Тиру. Прибувши до Палестини в 1189 році, Людвіг III брав участь в облозі Акри. Втім незабаром захворів і вирішив повернутися додому. Помер по дорозі на Кіпр. Його рештки поховано в монастирі Рейнхардсбрунн. Ландграфство успадкував брат Герман I.

## Родина
1. Дружина — Маргарита, донька Дітриха II, графа Клевського
Діти:
- Юдит, дружина Дітриха фон Веттіна, графа Гройцша

2. Дружина — Софія Мінська
дітей не було